# World Games 2017/Teilnehmer (Niederlande)
| Gelbes Symbol für Goldmedaillen mit stilisierten Olympischen Ringen | Graues Symbol für Silbermedaillen mit stilisierten Olympischen Ringen | Braundes Symbol für Bronzemedaillen mit stilisierten Olympischen Ringen |
| ------------------------------------------------------------------- | --------------------------------------------------------------------- | ----------------------------------------------------------------------- |
| 2                                                                   | 2                                                                     | 2                                                                       |

Niederlande nahm in Breslau an den World Games 2017 teil. Die niederländische Delegation bestand aus 81 Athleten.

## Medaillengewinner

### Gold
| Name | Sportart  | Wettkampf      |
| --- | --------- | -------------- |
| Boy Vogelzang | Jiu Jitsu | 69 kg Fighting |
| Nadhie Den Dunnen Esther Cordus Marjolijn Kroon Maaike Steenbergen Jet Hendriks Celeste Split Suzanne Struik Olav van Wijngaarden Erwin Zwart Harjan Visscher Mick Snel Richard Kunst Laurens Leeuwenhoek Nick Pikaar | Korfball  | Mannschaft     |
| Sarel De Jong | Kickboxen | K1 65 kg       |

### Silber
| Name | Sportart  | Wettkampf      |
| --- | --------- | -------------- |
| Ruben Assmann Marnix Bunnik | Jiu Jitsu | Duo            |
| Vincent Wagenmans Gerrit Uilenreef Robin Boerstoel Jeroen Nieuwenhuis Dirk van de Berg Gerbert Schutte Gerrit Bijenhof Stefan Groot Nuelend Gerrit te Luggenhorst Gerolph Hoff Jelle van der Velde Johannes Bartels | Tauziehen | Outdoor 700 kg |

### Bronze
| Name                        | Sportart        | Wettkampf        |
| --------------------------- | --------------- | ---------------- |
| Aafke van Leeuwen           | Jiu Jitsu       | 70 kg Fighting   |
| Tara Fokke Carlijn Blekkink | Trampolinturnen | Synchronspringen |

## Teilnehmer nach Sportarten

### Akrobatik
| Athleten                            | Wettbewerb | Qualifikation | Qualifikation | Finale        | Finale        | Rang          |
| Athleten                            | Wettbewerb | Punkte        | Rang          | Punkte        | Rang          | Rang          |
| ----------------------------------- | ---------- | ------------- | ------------- | ------------- | ------------- | ------------- |
| Frauen                              |            |               |               |               |               |               |
| Djenti Verbrugge Nicole Eykelenboom | Paar       | 50.480        | 6             | ausgeschieden | ausgeschieden | ausgeschieden |

### Billard
| Athleten     | Wettbewerb | Achtelfinale | Achtelfinale | Viertelfinale | Viertelfinale | Halbfinale    | Halbfinale | Finale / Platz 3      | Finale / Platz 3 | Rang |
| Athleten     | Wettbewerb | Gegner       | Ergebnis     | Gegner        | Ergebnis      | Gegner        | Ergebnis   | Gegner                | Ergebnis         | Rang |
| ------------ | ---------- | ------------ | ------------ | ------------- | ------------- | ------------- | ---------- | --------------------- | ---------------- | ---- |
| Männer       |            |              |              |               |               |               |            |                       |                  |      |
| Dick Jaspers | Dreiband   | Ryūji Umeda  | 40:32        | Eddy Leppens  | 40:24         | Marco Zanetti | 36:40      | Platz 3: Sameh Sidhom | 26:40            | 4    |

### Bowling
| Athleten                         | Wettbewerb | Qualifikation | Qualifikation | Vorrunde                  | Vorrunde | Vorrunde                       | Vorrunde | Vorrunde                                | Vorrunde | Achtelfinale  | Achtelfinale  | Viertelfinale | Viertelfinale | Halbfinale    | Halbfinale    | Finale        | Finale        | Rang          |
| Athleten                         | Wettbewerb | Punkte        | Rang          | Gegner                    | Ergebnis | Gegner                         | Ergebnis | Gegner                                  | Ergebnis | Gegner        | Ergebnis      | Gegner        | Ergebnis      | Gegner        | Ergebnis      | Gegner        | Ergebnis      | Rang          |
| -------------------------------- | ---------- | ------------- | ------------- | ------------------------- | -------- | ------------------------------ | -------- | --------------------------------------- | -------- | ------------- | ------------- | ------------- | ------------- | ------------- | ------------- | ------------- | ------------- | ------------- |
| Männer                           |            |               |               |                           |          |                                |          |                                         |          |               |               |               |               |               |               |               |               |               |
| Johnny Spil                      | Einzel     | 1171          | 31            | –                         | –        | –                              | –        | –                                       | –        | ausgeschieden | ausgeschieden | ausgeschieden | ausgeschieden | ausgeschieden | ausgeschieden | ausgeschieden | ausgeschieden | ausgeschieden |
| Jeffrey van de Wakker            | Einzel     | 1339          | 17            | –                         | –        | –                              | –        | –                                       | –        | ausgeschieden | ausgeschieden | ausgeschieden | ausgeschieden | ausgeschieden | ausgeschieden | ausgeschieden | ausgeschieden | ausgeschieden |
| Patryk Preus Alessandro Silletti | Doppel     | –             | –             | Michael Mak / Siu Hong Wu | 881:903  | Juhani Tonteri / Osku Palermaa | 943:876  | Ildemaro Ruiz / Massimiliano Fridegotto | 743:873  | –             | –             | ausgeschieden | ausgeschieden | ausgeschieden | ausgeschieden | ausgeschieden | ausgeschieden | ausgeschieden |

### Feldbogenschießen
| Athleten                      | Wettbewerb          | Qualifikation | Qualifikation | Sechzehntelfinale | Sechzehntelfinale | Achtelfinale      | Achtelfinale | Viertelfinale                          | Viertelfinale | Halbfinale     | Halbfinale    | Finale                 | Finale        | Rang          |
| Athleten                      | Wettbewerb          | Ringe         | Rang          | Gegner            | Ergebnis          | Gegner            | Ergebnis     | Gegner                                 | Ergebnis      | Gegner         | Ergebnis      | Gegner                 | Ergebnis      | Rang          |
| ----------------------------- | ------------------- | ------------- | ------------- | ----------------- | ----------------- | ----------------- | ------------ | -------------------------------------- | ------------- | -------------- | ------------- | ---------------------- | ------------- | ------------- |
| Frauen                        |                     |               |               |                   |                   |                   |              |                                        |               |                |               |                        |               |               |
| Sanne de Laat                 | Compoundbogen       | 686           | 16            | Sherry Gale       | 144:140           | Sara Lopez        | 143:149      | ausgeschieden                          | ausgeschieden | ausgeschieden  | ausgeschieden | ausgeschieden          | ausgeschieden | ausgeschieden |
| Männer                        |                     |               |               |                   |                   |                   |              |                                        |               |                |               |                        |               |               |
| Peter Elzinga                 | Compoundbogen       | 707           | 5             | –                 | –                 | Ivan Markeš       | 149:147      | Martin Damsbo                          | 148:144       | Stephan Hansen | 141:146       | Platz 3: Domagoj Buden | 141:144       | 4             |
| Mike Schloesser               | Compoundbogen       | 714           | 2             | –                 | –                 | Septimus Cilliers | 149:146      | Esmaeil Ebadi                          | 146:147       | ausgeschieden  | ausgeschieden | ausgeschieden          | ausgeschieden | ausgeschieden |
| Mixed                         |                     |               |               |                   |                   |                   |              |                                        |               |                |               |                        |               |               |
| Sanne de Laat Mike Schloesser | Compound Mannschaft | –             | –             | –                 | –                 | –                 | –            | Rodolfo González / Linda Ocha-Anderson | 155:157       | ausgeschieden  | ausgeschieden | ausgeschieden          | ausgeschieden | ausgeschieden |

### Inline-Speedskating

#### Straße
| Athleten         | Wettbewerb           | Qualifikation | Qualifikation | Viertelfinale | Viertelfinale | Halbfinale    | Halbfinale    | Finale        | Finale        | Rang          |
| Athleten         | Wettbewerb           | Zeit          | Rang          | Zeit          | Rang          | Zeit          | Rang          | Zeit/Punkte   | Rang          | Rang          |
| ---------------- | -------------------- | ------------- | ------------- | ------------- | ------------- | ------------- | ------------- | ------------- | ------------- | ------------- |
| Frauen           |                      |               |               |               |               |               |               |               |               |               |
| Bianca Rosemboom | 200 m Zeitfahren     | 20,627 s      | 20            | –             | –             | –             | –             | ausgeschieden | ausgeschieden | ausgeschieden |
| Bianca Rosemboom | 500 m Sprint         | 56,765 s      | 17            | ausgeschieden | ausgeschieden | ausgeschieden | ausgeschieden | ausgeschieden | ausgeschieden | ausgeschieden |
| Bianca Rosemboom | 10000 m Punkterennen | –             | –             | –             | –             | –             | –             | 0 Punkte      | 18            | 18            |
| Bianca Rosemboom | 20000 m Rennen       | –             | –             | –             | –             | –             | –             | ausgeschieden | ausgeschieden | ausgeschieden |
| Männer           |                      |               |               |               |               |               |               |               |               |               |
| Michel Mulder    | 200 m Zeitfahren     | 17,498 s      | 9             | –             | –             | –             | –             | 17,468 s      | 11            | 11            |
| Ronald Mulder    | 200 m Zeitfahren     | 17,408 s      | 8             | –             | –             | –             | –             | 17,299 s      | 7             | 7             |
| Kay Schipper     | 200 m Zeitfahren     | 18,446 s      | 16            | –             | –             | –             | –             | ausgeschieden | ausgeschieden | ausgeschieden |
| Michel Mulder    | 500 m Sprint         | 43,723 s      | 2             | 43,255 s      | 5             | ausgeschieden | ausgeschieden | ausgeschieden | ausgeschieden | ausgeschieden |
| Ronald Mulder    | 500 m Sprint         | 45,422 s      | 13            | 43,905 s      | 10            | ausgeschieden | ausgeschieden | ausgeschieden | ausgeschieden | ausgeschieden |
| Kay Schipper     | 500 m Sprint         | 46,506 s      | 18            | ausgeschieden | ausgeschieden | ausgeschieden | ausgeschieden | ausgeschieden | ausgeschieden | ausgeschieden |
| Kay Schipper     | 10000 m Punkterennen | –             | –             | –             | –             | –             | –             | ausgeschieden | ausgeschieden | ausgeschieden |

### Jiu Jitsu
| Athleten                                                                                   | Wettbewerb     | Vorrunde                          | Vorrunde | Vorrunde                          | Vorrunde  | Viertelfinale | Viertelfinale | Halbfinale                       | Halbfinale    | Finale / Platz 3                   | Finale / Platz 3 | Rang          |
| Athleten                                                                                   | Wettbewerb     | Gegner                            | Ergebnis | Gegner                            | Ergebnis  | Gegner        | Ergebnis      | Gegner                           | Ergebnis      | Gegner                             | Ergebnis         | Rang          |
| ------------------------------------------------------------------------------------------ | -------------- | --------------------------------- | -------- | --------------------------------- | --------- | ------------- | ------------- | -------------------------------- | ------------- | ---------------------------------- | ---------------- | ------------- |
| Frauen                                                                                     |                |                                   |          |                                   |           |               |               |                                  |               |                                    |                  |               |
| Aafke van Leeuwen                                                                          | 70 kg Fighting | Theresa Attenberger               | 9:5      | Liva Tanzer                       | 6:3       | –             | –             | Chloé Claude Laurence Lalande    | 9:12          | Platz 3: Emilia Mackowiak          | 9:8              | Bronze        |
| Männer                                                                                     |                |                                   |          |                                   |           |               |               |                                  |               |                                    |                  |               |
| Ecco van der Veer                                                                          | 62 kg Fighting | Roman Apolonov                    | 4:10     | Jairo Alejandro Viviescas Ortiz   | 0:50      | –             | –             | ausgeschieden                    | ausgeschieden | ausgeschieden                      | ausgeschieden    | ausgeschieden |
| Boy Vogelzang                                                                              | 69 kg Fighting | Milos Kovacevic                   | 0:50     | Eduardo Gutierrez Cortes          | 50:0      | –             | –             | Tim Toplak                       | 8:2           | Pavel Korzhavykh                   | 8:6              | Gold          |
| Melvin Schol                                                                               | 94 kg Fighting | Benjamin Lah                      | 12:25    | Mathias Willard                   | 11:14     | –             | –             | ausgeschieden                    | ausgeschieden | ausgeschieden                      | ausgeschieden    | ausgeschieden |
| Ruben Assmann Marnix Bunnik                                                                | Duo            | Stefano de Caro / Raffaele Liuzza | 91,5:87  | Vuk Dragutinovic / Stefan Vukotic | 114:112,5 | –             | –             | Bjarne Lardon / Ben Cloostermans | 95,5:92       | Sebastian Vosta / Nicolaus Bichler | 96:97,5          | Silber        |
| Mixed                                                                                      |                |                                   |          |                                   |           |               |               |                                  |               |                                    |                  |               |
| Ruben Assmann Marnix Bunnik Melvin Schol Ecco van der Veer Aafke van Leeuwen Boy Vogelzang | Mannschaft     | –                                 | –        | –                                 | –         | Belgien       | 4:3           | Deutschland                      | 2:5           | Platz 3: Polen                     | 3:4              | 4             |

### Kanupolo
| Wettbewerb       | Frauen |
| ---------------- | --- |
| Athleten         | Sarissa van Veenendaal Diewertje Bink Marlen Wessels Marijke Dijkman Selina Dijkstra Lisanne Dreyfus Charlotte Bakkes |
| Gruppenphase     | Neuseeland 2:7 Deutschland 2:4 Frankreich 0:7 Kanada 7:0 Italien 3:4 Polen 6:4                                        |
| Spiel um Platz 5 | Kanada 6:3 |
| Platzierung      | 5 |

### Karate
| Athleten        | Wettbewerb   | Vorrunde            | Vorrunde | Vorrunde           | Vorrunde | Vorrunde     | Vorrunde | Halbfinale    | Halbfinale    | Finale / Platz 3 | Finale / Platz 3 | Rang          |
| Athleten        | Wettbewerb   | Gegner              | Ergebnis | Gegner             | Ergebnis | Gegner       | Ergebnis | Gegner        | Ergebnis      | Gegner           | Ergebnis         | Rang          |
| --------------- | ------------ | ------------------- | -------- | ------------------ | -------- | ------------ | -------- | ------------- | ------------- | ---------------- | ---------------- | ------------- |
| Männer          |              |                     |          |                    |          |              |          |               |               |                  |                  |               |
| Geoffrey Berens | Kumite 60 kg | Matias Gomez Garcia | 0:4      | Firdosi Farzaliyev | 0:0      | Emad Almalki | 1:1      | ausgeschieden | ausgeschieden | ausgeschieden    | ausgeschieden    | ausgeschieden |

### Kickboxen
| Athleten      | Wettbewerb | Viertelfinale   | Viertelfinale | Halbfinale    | Halbfinale | Finale / Platz 3 | Finale / Platz 3 | Rang |
| Athleten      | Wettbewerb | Gegner          | Ergebnis      | Gegner        | Ergebnis   | Gegner           | Ergebnis         | Rang |
| ------------- | ---------- | --------------- | ------------- | ------------- | ---------- | ---------------- | ---------------- | ---- |
| Frauen        |            |                 |               |               |            |                  |                  |      |
| Sarel De Jong | K1 65 kg   | Cristina Caruso | 3:0           | Kaitlin Young | 3:0        | Teodora Manic    | 3:0              | Gold |

### Korfball
| Wettbewerb   | Mixed |
| ------------ | --- |
| Athleten     | Nadhie Den Dunnen Esther Cordus Marjolijn Kroon Maaike Steenbergen Jet Hendriks Celeste Split Suzanne Struik Olav van Wijngaarden Erwin Zwart Harjan Visscher Mick Snel Richard Kunst Laurens Leeuwenhoek Nick Pikaar |
| Gruppenphase | Volksrepublik China 33:10 (9:1, 8:2, 10:4, 6:3) Belgien 24:16 (9:5, 4:3, 4:3, 7:5) Australien 30:10 (11:4, 6:3, 6:1, 7:2)                                                                                             |
| Halbfinale   | Deutschland 25:13 (7:4, 4:1, 8:4, 6:4) |
| Finale       | Chinesisch Taipeh 26:14 (7:3, 6:4, 7:2, 6:5) |
| Platzierung  | Gold |

### Kraftdreikampf
| Athleten      | Wettbewerb         | Kniebeugen (kg) | Bankdrücken (kg) | Kreuzheben (kg) | Gesamt (kg) | Punkte | Rang |
| ------------- | ------------------ | --------------- | ---------------- | --------------- | ----------- | ------ | ---- |
| Frauen        |                    |                 |                  |                 |             |        |      |
| Ankie Timmers | Schwergewicht      | 220,0           | 157,5            | 217,5           | 595,0       | 584,35 | 7    |
| Ielja Strik   | Superschwergewicht | 255,0           | 172,5            | 212,5           | 640,0       | 569,02 | 4    |

### Squash
| Athleten              | 1. Runde       | 1. Runde | Achtelfinale  | Achtelfinale  | Viertelfinale | Viertelfinale | Halbfinale    | Halbfinale    | Finale        | Finale        | Rang          |
| Athleten              | Gegner         | Ergebnis | Gegner        | Ergebnis      | Gegner        | Ergebnis      | Gegner        | Ergebnis      | Gegner        | Ergebnis      | Rang          |
| --------------------- | -------------- | -------- | ------------- | ------------- | ------------- | ------------- | ------------- | ------------- | ------------- | ------------- | ------------- |
| Frauen                |                |          |               |               |               |               |               |               |               |               |               |
| Tessa ter Sluis       | Alison Thomson | 1:3      | ausgeschieden | ausgeschieden | ausgeschieden | ausgeschieden | ausgeschieden | ausgeschieden | ausgeschieden | ausgeschieden | ausgeschieden |
| Milou van der Heijden | Freilos        | Freilos  | Joey Chan     | 1:3           | ausgeschieden | ausgeschieden | ausgeschieden | ausgeschieden | ausgeschieden | ausgeschieden | ausgeschieden |

### Tauziehen
| Wettbewerb                | Frauen Indoor 540 kg | Männer Outdoor 640 kg | Männer Outdoor 700 kg |
| ------------------------- | --- | --- | --- |
| Athleten                  | Kim Boogaard Miranda Boogaard Simona De Vries Aaltje Nieuwland Grietje Stoker Carolina van der Helm Irene van der Helm Stephanie van Rossum Jolanda Vergeer Anna Vrolijk | Teun Huirne Gerard Roodhart Dirk van Berg Arnold Veltkamp Ruud Geerdes Jan Wansink Gerrit te Luggenhorst Arnold Winkels Hermannes Brinks Jan-Willem Klumpers Jelle van der Velde Gerben Jansen Björn Jansen Mathijs Harnik | Vincent Wagenmans Gerrit Uilenreef Robin Boerstoel Jeroen Nieuwenhuis Dirk van de Berg Gerbert Schutte Gerrit Bijenhof Stefan Groot Nuelend Gerrit te Luggenhorst Gerolph Hoff Jelle van der Velde Johannes Bartels |
| Gruppenphase              | Schweiz 1:1 Irland 3:0 Südafrika 3:0 Volksrepublik China 0:3 Chinesisch Taipeh 0:3                                                                                       | Irland 1:1 Schweden 0:3 Vereinigtes Königreich 0:3 Deutschland 0:3 Schweiz 0:3 | Deutschland 3:0 Schweden 3:0 Vereinigtes Königreich 1:1 Belgien 3:0 Schweiz 0:3 |
| Halbfinale                | Volksrepublik China 0:3 | ausgeschieden | Vereinigtes Königreich 3:0 |
| Finale / Spiel um Platz 3 | Südafrika 0:3 | ausgeschieden | Schweiz 0:3 |
| Platzierung               | 4 | 5 | Silber |

### Trampolinturnen
| Athleten                    | Wettbewerb       | Qualifikation | Qualifikation | Finale   | Finale | Rang   |
| Athleten                    | Wettbewerb       | Ergebnis      | Rang          | Ergebnis | Rang   | Rang   |
| --------------------------- | ---------------- | ------------- | ------------- | -------- | ------ | ------ |
| Frauen                      |                  |               |               |          |        |        |
| Tara Fokke Carlijn Blekkink | Synchronspringen | 84.400        | 5             | 46.200   | 3      | Bronze |

### Wasserski
| Athleten     | Wettbewerb          | Halbfinale | Halbfinale | Letzte Chance Halbfinale | Letzte Chance Halbfinale | Finale        | Finale        | Rang          |
| Athleten     | Wettbewerb          | Ergebnis   | Rang       | Ergebnis                 | Rang                     | Ergebnis      | Rang          | Rang          |
| ------------ | ------------------- | ---------- | ---------- | ------------------------ | ------------------------ | ------------- | ------------- | ------------- |
| Frauen       |                     |            |            |                          |                          |               |               |               |
| Sanne Meijer | Wakeboard Freestyle | 21,11      | 12         | 52,56                    | 2                        | ausgeschieden | ausgeschieden | ausgeschieden |